# Туркін Нікандр Васильович
Нікандр Васильович Туркін (1863, Новочеркаськ — 30 вересня 1919 року, Москва) — російський режисер, театральний та кінотеатральний критик, журналіст, драматург.

## Біографія

### Ранні роки та драматургія
Народився 1863 року в місті Новочеркаськ. Нікандр був дев'ятою дитиною в сім'ї.
Братами Нікандра Васильовича були Костянтин  і Микола Туркін, які так само прославилися в публіцистиці.
Племінником Нікандра Туркіна є відомий сценарист, теоретик кіно та співзасновник ВДІК Валентин Туркін. Добру освіту дати дитині через обмежені кошти батьки не могли, тому батько Туркіна зміг забезпечити сина стинєпендією області Війська Донського в Московський межовий інститут. До 1878 року навчався в Новочеркаській гімназії, а потім переїхав до Москви і поміщений в інтернат Костянтинівського межевого інституту, де й закінчив освіту.
У студентські роки Н.В. Туркін підробляв приватними уроками, він був домашнім вчителем поета  М.О. Волошина, музичного критика Л. Л. Сабанєєва.  
Смерть
30 вересня 1919 року після перенесеної операції Н.В. Туркін помер. 